# Chráněné krajinné oblasti v Česku

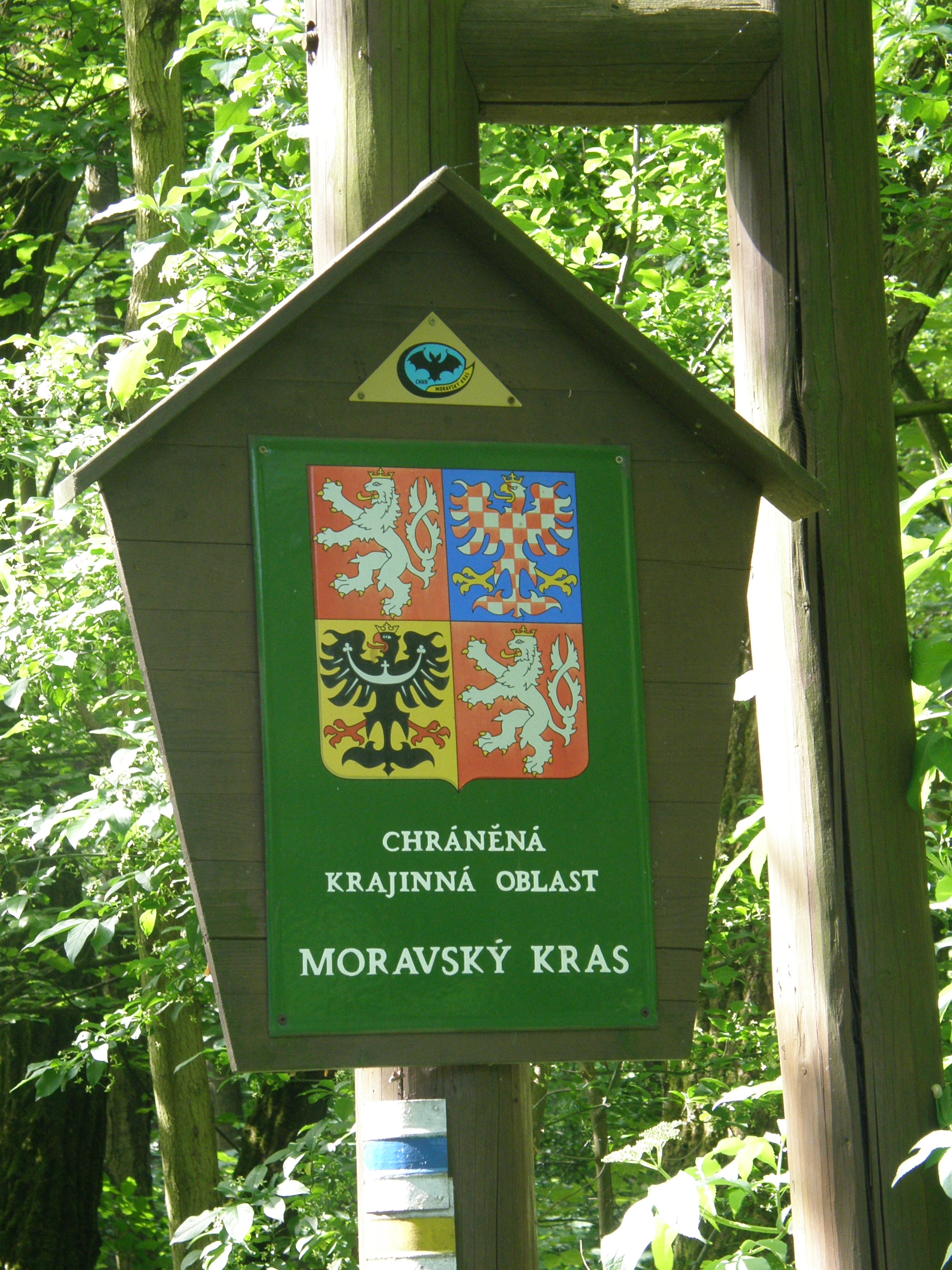
Cedule používaná pro označení CHKO (zde pro Moravský kras)

Chráněné krajinné oblasti (CHKO) jsou v Česku velkoplošná, zvláště chráněná území. Platí pro ně nižší stupeň ochrany, než jaký platí pro národní parky. V České republice je vyhlášeno 27 chráněných krajinných oblastí, jejichž celková rozloha činí 11 507 km², tedy 14,6 % rozlohy Česka.
Zákon č. 114/1992 Sb., o ochraně přírody a krajiny, charakterizuje CHKO jako rozsáhlé území s harmonicky utvářenou krajinou, charakteristicky vyvinutým reliéfem, významným podílem přirozených ekosystémů lesních a trvalých travních porostů s hojným zastoupením dřevin, případně s dochovanými památkami historického osídlení. Hospodářské využívání těchto území se provádí podle zón odstupňované ochrany tak, aby se udržoval a zlepšoval jejich přírodní stav a byly zachovány, popřípadě znovu vytvářeny optimální ekologické funkce těchto území. Rekreační využití CHKO je přípustné, pokud nepoškozuje přírodní hodnoty chráněných území. CHKO se vyhlašují vládním nařízením.
Největší chráněnou krajinnou oblastí je CHKO Beskydy (1 205 km²), nejmenší CHKO Blaník (40 km²), nejstarší CHKO Český ráj (zřízena 1955) a nejmladší CHKO Soutok (zřízena 2025).

## Zákonná úprava
V roce 1956 byl přijat zákon č. 40/1956 Sb. o státní ochraně přírody, s působností jen pro české kraje, a to ode dne vyhlášení (24. srpna 1956), na Slovensku č. 1/1955 Sb. SNR. Tyto zákony definovaly formy chráněných území. Pro chráněné krajinné oblasti byla použita zkratka CHKO. Byly řazeny spolu s národními parky pod velkoplošná chráněná území. Zákony byly doplňovány řadou vyhlášek a nařízení, které upravovaly mj. i plošný rozsah CHKO.
V roce 1992 byl v reakci na změněné názory společnosti přijat Českou národní radou zákon nový, č. 114/1992 Sb., který názvosloví u CHKO nezměnil. Zřizovací právní předpisy jednotlivých CHKO byly shrnuty v zákoně 381/2009 Sb., který měnil 114/1992 Sb., později byla tato příloha však vypuštěna.
Správa chráněné krajinné oblasti má na území CHKO pravomoci státní správy, tedy vede správní řízení a je dotčeným orgánem ve stavebním řízení. Správy CHKO zastřešuje Agentura ochrany přírody a krajiny ČR.

## Seznam chráněných krajinných oblastí
Tabulka zachycuje všech 27 chráněných krajinných oblastí v Česku s datem vyhlášení a rozlohou.
| Název                         | Kód AOPK | Datum vyhlášení    | Rozloha v km² | OpenStreetMap |
| ----------------------------- | -------- | ------------------ | ------------- | ------------- |
| CHKO Beskydy                  | 82       | 30. března 1973    | 1 205,10      | 2006951       |
| CHKO Bílé Karpaty             | 71       | 18. února 1981     | 746,88        | 2022066       |
| CHKO Blaník                   | 21       | 1. ledna 1982      | 40,29         | 2022064       |
| CHKO Blanský les              | 31       | 1. ledna 1990      | 219,62        | 2021030       |
| CHKO Brdy                     | 6018     | 1. ledna 2016      | 345,01        | 67882         |
| CHKO Broumovsko               | 62       | 1. května 1991     | 432,33        | 1937067       |
| CHKO České středohoří         | 51       | 12. dubna 1976     | 1 068,92      | 1903864       |
| CHKO Český kras               | 22       | 19. září 1972      | 132,26        | 2019868       |
| CHKO Český les                | 44       | 1. srpna 2005      | 465,55        | 2022070       |
| CHKO Český ráj                | 63       | 1. března 1955     | 181,70        | 2022071       |
| CHKO Jeseníky                 | 83       | 25. července 1969  | 743,67        | 2019117       |
| CHKO Jizerské hory            | 52       | 1. ledna 1968      | 374,15        | 330701        |
| CHKO Kokořínsko – Máchův kraj | 23       | 12. dubna 1976     | 410,37        | 2019867       |
| CHKO Křivoklátsko             | 24       | 23. ledna 1979     | 624,97        | 2019740       |
| CHKO Labské pískovce          | 53       | 19. září 1972      | 242,61        | 1903863       |
| CHKO Litovelské Pomoraví      | 84       | 15. listopadu 1990 | 93,30         | 2022067       |
| CHKO Lužické hory             | 54       | 12. dubna 1976     | 270,72        | 330761        |
| CHKO Moravský kras            | 72       | 28. srpna 1956     | 96,82         | 2022068       |
| CHKO Orlické hory             | 64       | 12. března 1970    | 233,23        | 2018991       |
| CHKO Pálava                   | 73       | 3. května 1976     | 85,40         | 2022069       |
| CHKO Poodří                   | 85       | 1. května 1991     | 81,53         | 2019742       |
| CHKO Slavkovský les           | 41       | 21. června 1974    | 611,09        | 5370187       |
| CHKO Soutok                   | 6280     | 1. července 2025   | 125,39        | 19343339      |
| CHKO Šumava                   | 43       | 27. prosince 1963  | 995,21        | 2022072       |
| CHKO Třeboňsko                | 32       | 14. března 1980    | 687,45        | 2021031       |
| CHKO Žďárské vrchy            | 75       | 30. července 1970  | 708,89        | 2021033       |
| CHKO Železné hory             | 65       | 1. května 1991     | 284,73        | 2021032       |

CHKO Podyjí o rozloze 103 km², vyhlášená v roce 1979, byla v roce 1991 zcela nahrazena Národním parkem Podyjí o rozloze 63 km².
Rozloha CHKO Šumava se výrazně zmenšila v roce 1991, kdy na její části byl vyhlášen Národní park Šumava. Obdobná situace nastala roku 2000, kdy došlo ke zřízení Národního parku České Švýcarsko vyčleněním z CHKO Labské pískovce.

## Plánované nové chráněné krajinné oblasti
Vláda Petra Fialy hodlala podle svého programového prohlášení z ledna 2022 vyhlásit dva nové národní parky, NP Křivoklátsko a NP Soutok. V březnu 2023 ale své programové prohlášení upravila na vyhlášení NP Křivoklátsko a přípravu podkladů k vyhlášení dvou chráněných krajinných oblastí, CHKO Krušné hory a CHKO Soutok. CHKO Soutok byla vyhlášena k 1. červenci 2025.